# CEV Champions League 2016-2017 (femminile)
La CEV Champions League 2016-2017 si è svolta dal 18 ottobre 2016 al 23 aprile 2017: al torneo hanno partecipato trenta squadre di club europee e la vittoria finale è andata per la terza volta al VakıfBank.

## Formula

### Sistema di qualificazione
Hanno potuto partecipare alla CEV Champions League 2016-17 una squadra per ogni federazione nazionale che ne ha fatto richiesta. In base al Ranking CEV, basato sui risultati delle ultime tre edizioni delle competizioni europee, alcune federazioni hanno potuto beneficiare di più squadre partecipanti all'interno della competizione. In particolare:
- 3 squadre:  Russia e  Turchia
- 2 squadre:  Azerbaigian,  Francia,  Italia e  Polonia

In definitiva hanno partecipato trenta squadre per un totale di ventidue federazioni rappresentate.

### Regolamento
Le fasi di inizio nel torneo per le varie squadre sono state stabilite in base al ranking CEV.
Le squadre hanno disputato un primo turno con gare di andata e ritorno: le due vincitrici hanno acceduto al secondo turno. Il secondo turno si è disputato con gare di andata e ritorno: le otto vincitrici hanno acceduto al terzo turno. Il terzo turno si è disputato con gare di andata e ritorno: le quattro vincitrici hanno acceduto alla fase a gironi. La fase a gironi si è disputata con formula del girone all'italiana: al termine di questa fase la prima classificata di ogni girone e le due migliori seconde classificate (se tra queste è la squadra organizzatrice della Final Four, già qualificata alle semifinali, si è qualificata la terza migliore seconda classificata) hanno acceduto alla fase successiva disputata con play-off a 6, giocati con gare di andata e ritorno (nei primi tre turni e nei play-off a 6, coi punteggi di 3-0 e 3-1 sono stati assegnati 3 punti alla squadra vincente e 0 a quella perdente, col punteggio di 3-2 sono stati assegnati 2 punti alla squadra vincente e 1 a quella perdente; in caso di parità di punti dopo le due partite è stato disputato un golden set), semifinali, finale per il terzo posto e finale.
Le squadre sconfitte al primo, al secondo e al terzo turno hanno acceduto alla Coppa CEV 2016-17.

### Criteri di classifica
Se il risultato finale è stato di 3-0 o 3-1 sono stati assegnati 3 punti alla squadra vincente e 0 a quella sconfitta, se il risultato finale è stato di 3-2 sono stati assegnati 2 punti alla squadra vincente e 1 a quella sconfitta.
L'ordine del posizionamento in classifica è stato definito in base a:
- Punti;
- Numero di partite vinte;
- Ratio dei set vinti/persi;
- Ratio dei punti realizzati/subiti.

## Squadre partecipanti
| - Azərreyl - Telekom Baku - Minčanka - Jedinstvo Brčko - Marica - Kohila - HPK Naiset - RC Cannes - Saint-Raphaël - Dresdner | - Maccabi Haifa - Imoco - River - Drita - Luka Bar - Chemik Police - MKS - Prostějov - Alba-Blaj - Dinamo Krasnodar | - Dinamo Mosca - Uraločka - Vizura - Kamnik - Volero Zurigo - Eczacıbaşı - Fenerbahçe - VakıfBank - Chimik - Békéscsabai |

## Torneo

### Primo turno

#### Andata
| 18 ottobre 2016 Palestra Selishta-Petriti, Gjilan Durata: 1h:07 - Spettatori: 1 500 | Drita  | 0 - 3 | Marica   | 13-25, 11-25, 15-25        |
| 18 ottobre 2016 Kohila Sports Centre, Kohila Durata: 1h:29 - Spettatori: 200        | Kohila | 3 - 1 | Luka Bar | 25-15, 22-25, 25-13, 25-21 |

#### Ritorno
| 22 ottobre 2016 Kolodruma, Plovdiv Durata: 1h:09 - Spettatori: 1 025                | Marica   | 3 - 0 | Drita  | 25-13, 25-18, 25-15               |
| 22 ottobre 2016 Sportska dvorana Topolica, Antivari Durata: 1h:56 - Spettatori: 400 | Luka Bar | 2 - 3 | Kohila | 25-18, 19-25, 25-18, 22-25, 13-15 |

#### Squadre qualificate
- Marica
- Kohila

### Secondo turno

#### Andata
| 1º novembre 2016 Falcon Club Arena, Minsk Durata: 1h:41 - Spettatori: 1 100        | Minčanka        | 3 - 1 | HPK Naiset       | 25-15, 25-18, 22-25, 25-19       |
| 1º novembre 2016 Kolodruma, Plovdiv Durata: 1h:09 - Spettatori: 2 000              | Marica          | 0 - 3 | Eczacıbaşı       | 13-25, 13-25, 19-25              |
| 1º novembre 2016 Városi Sportcsarnok, Békéscsaba Durata: 1h:23 - Spettatori: 1 482 | Békéscsabai     | 0 - 3 | Prostějov        | 21-25, 18-25, 23-25              |
| 1º novembre 2016 Romema Sports Arena, Haifa Durata: 1h:44 - Spettatori: 850        | Maccabi Haifa   | 1 - 3 | MKS              | 16-25, 20-25, 25-19, 22-25       |
| 1º novembre 2016 Hala Tivoli, Lubiana Durata: 1h:27 - Spettatori: 576              | Kamnik          | 0 - 3 | River            | 19-25, 21-25, 22-25              |
| 1º novembre 2016 Sportska Dvorana Magnet, Brčko Durata: 1h:07 - Spettatori: 1 200  | Jedinstvo Brčko | 0 - 3 | RC Cannes        | 8-25, 21-25, 16-25               |
| 1º novembre 2016 Audentes Sports Hall, Tallinn Durata: 1h:40 - Spettatori: 400     | Kohila          | 2 - 3 | Vizura           | 13-25, 25-16, 14-25, 25-17, 9-15 |
| 1º novembre 2016 FSK Olymp, Južne Durata: 1h:52 - Spettatori: 1 400                | Chimik          | 2 - 3 | Dinamo Krasnodar | 17-25, 25-20, 25-23, 16-25, 5-15 |

#### Ritorno
| 5 novembre 2016 Elenia Areena, Hämeenlinna Durata: 1h:19 - Spettatori: 1 357       | HPK Naiset       | 3 - 0 | Minčanka        | 25-23, 25-16, 25-13 Golden set: 10-15 |
| 5 novembre 2016 Burhan Felek Spor Salonu, Istanbul Durata: 1h:11 - Spettatori: 800 | Eczacıbaşı       | 3 - 0 | Marica          | 25-16, 25-15, 25-19                   |
| 5 novembre 2016 Sport Centrum, Prostějov Durata: 2h:23 - Spettatori: 1 100         | Prostějov        | 2 - 3 | Békéscsabai     | 33-31, 25-21, 14-25, 27-29, 10-15     |
| 5 novembre 2016 Hala Centrum, Dąbrowa Górnicza Durata: 1h:11 - Spettatori: 1 200   | MKS              | 3 - 0 | Maccabi Haifa   | 25-21, 25-19, 25-20                   |
| 5 novembre 2016 PalaPanini, Modena Durata: 1h:41 - Spettatori: 1 210               | River            | 3 - 1 | Kamnik          | 25-18, 23-25, 25-20, 25-13            |
| 5 novembre 2016 Palais des Victoires, Cannes Durata: 1h:31 - Spettatori: 1 050     | RC Cannes        | 3 - 1 | Jedinstvo Brčko | 25-12, 22-25, 25-14, 25-18            |
| 5 novembre 2016 Šumice Sport Center, Belgrado Durata: 1h:08 - Spettatori: 1 100    | Vizura           | 3 - 0 | Kohila          | 25-20, 25-18, 25-15                   |
| 5 novembre 2016 Dvorec sporta Olimp, Krasnodar Durata: 1h:53 - Spettatori: 1 500   | Dinamo Krasnodar | 3 - 2 | Chimik          | 12-25, 29-27, 25-14, 23-25, 15-5      |

#### Squadre qualificate
- Minčanka
- RC Cannes
- River
- MKS
- Prostějov
- Dinamo Krasnodar
- Vizura
- Eczacıbaşı

### Terzo turno

#### Andata
| 15 novembre 2016 Falcon Club Arena, Minsk Durata: 1h:38 - Spettatori: 800      | Minčanka  | 1 - 3 | Eczacıbaşı       | 22-25, 25-21, 11-25, 19-25       |
| 15 novembre 2016 Sport Centrum, Prostějov Durata: 1h:36 - Spettatori: 800      | Prostějov | 1 - 3 | MKS              | 25-13, 19-25, 19-25, 17-25       |
| 15 novembre 2016 PalaPanini, Modena Durata: 1h:17 - Spettatori: 700            | River     | 3 - 0 | RC Cannes        | 25-19, 25-23, 25-16              |
| 15 novembre 2016 Šumice Sport Center, Belgrado Durata: 1h:58 - Spettatori: 738 | Vizura    | 3 - 2 | Dinamo Krasnodar | 23-25, 25-21, 19-25, 25-19, 15-7 |

#### Ritorno
| 19 novembre 2016 Burhan Felek Spor Salonu, Istanbul Durata: 1h:17 - Spettatori: 1 200 | Eczacıbaşı       | 3 - 0 | Minčanka  | 25-14, 28-26, 25-19        |
| 19 novembre 2016 Hala Centrum, Dąbrowa Górnicza Durata: 1h:47 - Spettatori: 1 300     | MKS              | 3 - 1 | Prostějov | 25-19, 23-25, 25-19, 26-24 |
| 19 novembre 2016 Palais des Victoires, Cannes Durata: 1h:53 - Spettatori: 1 260       | RC Cannes        | 1 - 3 | River     | 24-26, 26-28, 25-23, 9-25  |
| 19 novembre 2016 Dvorec sporta Olimp, Krasnodar Durata: 1h:21 - Spettatori: 1 146     | Dinamo Krasnodar | 3 - 0 | Vizura    | 25-18, 25-18, 25-23        |

#### Squadre qualificate
- River
- MKS
- Dinamo Krasnodar
- Eczacıbaşı

### Fase a gironi
I gironi sono stati sorteggiati a Roma il 9 giugno 2016.
| Girone A      | Girone B         | Girone C      | Girone D   |
| ------------- | ---------------- | ------------- | ---------- |
| Telekom Baku  | Alba-Blaj        | Azərreyl      | Dresdner   |
| Imoco         | Dinamo Krasnodar | MKS           | Uraločka   |
| River         | Dinamo Mosca     | Fenerbahçe    | Eczacıbaşı |
| Chemik Police | Volero Zurigo    | Saint-Raphaël | VakıfBank  |

#### Girone A

##### Risultati
| 15 dicembre 2016 Arena Szczecin, Stettino Durata: 1h:41 - Spettatori: 3 026             | Chemik Police | 1 - 3 | River         | 21-25, 27-29, 25-21, 13-25        |
| 14 dicembre 2016 PalaVerde, Villorba Durata: 1h:29 - Spettatori: 3 080                  | Imoco         | 3 - 0 | Telekom Baku  | 31-29, 25-14, 25-22               |
| 10 gennaio 2017 Sarhadchi Sport Olympic Center, Baku Durata: 1h:10 - Spettatori: 1 700  | Telekom Baku  | 0 - 3 | Chemik Police | 16-25, 21-25, 20-25               |
| 12 gennaio 2017 PalaPanini, Modena Durata: 2h:06 - Spettatori: 1 200                    | River         | 3 - 2 | Imoco         | 23-25, 26-24, 20-25, 25-23, 16-14 |
| 25 gennaio 2017 Arena Szczecin, Stettino Durata: 2h:01 - Spettatori: 4 750              | Chemik Police | 2 - 3 | Imoco         | 18-25, 25-14, 25-12, 14-25, 11-15 |
| 25 gennaio 2017 PalaPanini, Modena Durata: 1h:18 - Spettatori: 750                      | River         | 3 - 0 | Telekom Baku  | 25-20, 25-16, 26-24               |
| 8 febbraio 2017 Sarhadchi Sport Olympic Center, Baku Durata: 1h:40 - Spettatori: 1 600  | Telekom Baku  | 1 - 3 | River         | 20-25, 25-23, 23-25, 22-25        |
| 8 febbraio 2017 PalaVerde, Villorba Durata: 2h:08 - Spettatori: 2 500                   | Imoco         | 2 - 3 | Chemik Police | 25-23, 20-25, 20-25, 25-20, 8-15  |
| 22 febbraio 2017 PalaVerde, Villorba Durata: 2h:11 - Spettatori: 3 030                  | Imoco         | 3 - 2 | River         | 26-24, 19-25, 22-25, 25-21, 18-16 |
| 21 febbraio 2017 Arena Szczecin, Stettino Durata: 1h:37 - Spettatori: 4 125             | Chemik Police | 3 - 1 | Telekom Baku  | 21-25, 25-16, 25-13, 25-16        |
| 28 febbraio 2017 Sarhadchi Sport Olympic Center, Baku Durata: 1h:03 - Spettatori: 1 550 | Telekom Baku  | 0 - 3 | Imoco         | 13-25, 9-25, 16-25                |
| 28 febbraio 2017 PalaPanini, Modena Durata: 1h:10 - Spettatori: 1 450                   | River         | 3 - 0 | Chemik Police | 25-13, 25-18, 25-22               |

##### Classifica
| Pos | Squadra       | Pt | G | V | P | SV | SP | Ratio | PF  | PS  | Ratio |
| --- | ------------- | -- | - | - | - | -- | -- | ----- | --- | --- | ----- |
| 1.  | River         | 15 | 6 | 5 | 1 | 17 | 7  | 2,428 | 570 | 510 | 1,117 |
| 2.  | Imoco         | 12 | 6 | 4 | 2 | 16 | 10 | 1,600 | 566 | 525 | 1,078 |
| 3.  | Chemik Police | 9  | 6 | 3 | 3 | 12 | 12 | 1,000 | 511 | 491 | 1,040 |
| 4.  | Telekom Baku  | 0  | 6 | 0 | 6 | 2  | 18 | 0,111 | 380 | 501 | 0,758 |

#### Girone B

##### Risultati
| 14 dicembre 2016 Druzhba Multipurpose Arena, Mosca Durata: 1h:44 - Spettatori: 2 000 | Dinamo Mosca     | 3 - 1 | Alba-Blaj        | 23-25, 25-19, 25-21, 25-14        |
| 13 dicembre 2016 Dvorec sporta Olimp, Krasnodar Durata: 1h:41 - Spettatori: 1 570    | Dinamo Krasnodar | 1 - 3 | Volero Zurigo    | 15-25, 21-25, 27-25, 18-25        |
| 12 gennaio 2017 Saalsporthalle, Zurigo Durata: 2h:14 - Spettatori: 1 550             | Volero Zurigo    | 2 - 3 | Dinamo Mosca     | 17-25, 25-20, 25-22, 18-25, 11-15 |
| 11 gennaio 2017 Sala Transilvania, Sibiu Durata: 1h:51 - Spettatori: 1 300           | Alba-Blaj        | 1 - 3 | Dinamo Krasnodar | 23-25, 25-16, 19-25, 22-25        |
| 25 gennaio 2017 Druzhba Multipurpose Arena, Mosca Durata: 1h:55 - Spettatori: 1 800  | Dinamo Mosca     | 3 - 2 | Dinamo Krasnodar | 25-11, 21-25, 19-25, 25-11, 15-10 |
| 25 gennaio 2017 Sala Transilvania, Sibiu Durata: 1h:16 - Spettatori: 1 700           | Alba-Blaj        | 0 - 3 | Volero Zurigo    | 21-25, 15-25, 16-25               |
| 9 febbraio 2017 Saalsporthalle, Zurigo Durata: 1h:09 - Spettatori: 1 270             | Volero Zurigo    | 3 - 0 | Alba-Blaj        | 25-17, 25-18, 25-17               |
| 7 febbraio 2017 Dvorec sporta Olimp, Krasnodar Durata: 1h:24 - Spettatori: 1 300     | Dinamo Krasnodar | 0 - 3 | Dinamo Mosca     | 19-25, 22-25, 25-27               |
| 21 febbraio 2017 Dvorec sporta Olimp, Krasnodar Durata: 1h:13 - Spettatori: 766      | Dinamo Krasnodar | 0 - 3 | Alba-Blaj        | 18-25, 18-25, 17-25               |
| 22 febbraio 2017 Druzhba Multipurpose Arena, Mosca Durata: 2h:12 - Spettatori: 2 000 | Dinamo Mosca     | 3 - 2 | Volero Zurigo    | 25-19, 22-25, 20-25, 25-20, 15-12 |
| 28 febbraio 2017 Saalsporthalle, Zurigo Durata: 1h:20 - Spettatori: 1 250            | Volero Zurigo    | 3 - 0 | Dinamo Krasnodar | 25-18, 25-23, 25-22               |
| 28 febbraio 2017 Sala Transilvania, Sibiu, Durata: 1h:54 - Spettatori: 1 500         | Alba-Blaj        | 1 - 3 | Dinamo Mosca     | 21-25, 25-23, 16-25, 22-25        |

##### Classifica
| Pos | Squadra          | Pt | G | V | P | SV | SP | Ratio | PF  | PS  | Ratio |
| --- | ---------------- | -- | - | - | - | -- | -- | ----- | --- | --- | ----- |
| 1.  | Dinamo Mosca     | 15 | 6 | 6 | 0 | 18 | 8  | 2,250 | 592 | 508 | 1,165 |
| 2.  | Volero Zurigo    | 14 | 6 | 4 | 2 | 16 | 7  | 2,285 | 522 | 462 | 1,129 |
| 3.  | Dinamo Krasnodar | 4  | 6 | 1 | 5 | 6  | 16 | 0,375 | 436 | 521 | 0,836 |
| 4.  | Alba-Blaj        | 3  | 6 | 1 | 5 | 6  | 15 | 0,400 | 431 | 490 | 0,879 |

#### Girone C

##### Risultati
| 15 dicembre 2016 A.Y.S. Sport Hall, Baku Durata: 2h:02 - Spettatori: 400               | Azərreyl      | 3 - 1 | MKS           | 25-21, 15-25, 25-22, 28-26        |
| 15 dicembre 2016 Palais des sports Krakowski, Fréjus Durata: 1h:35 - Spettatori: 1 867 | Saint-Raphaël | 0 - 3 | Fenerbahçe    | 23-25, 21-25, 19-25               |
| 11 gennaio 2017 Burhan Felek Spor Salonu, Istanbul Durata: 1h:17 - Spettatori: 1 350   | Fenerbahçe    | 3 - 0 | Azərreyl      | 25-12, 25-19, 25-9                |
| 22 febbraio 2017 Hala Centrum, Dąbrowa Górnicza Durata: 1h:13 - Spettatori: 600        | MKS           | 3 - 0 | Saint-Raphaël | 25-19, 25-17, 25-15               |
| 9 febbraio 2017 A.Y.S. Sport Hall, Baku Durata: 1h:09 - Spettatori: 500                | Azərreyl      | 3 - 0 | Saint-Raphaël | 25-20, 25-11, 25-11               |
| 25 gennaio 2017 Hala Centrum, Dąbrowa Górnicza Durata: 1h:47 - Spettatori: 1 100       | MKS           | 1 - 3 | Fenerbahçe    | 23-25, 19-25, 25-22, 14-25        |
| 8 febbraio 2017 Burhan Felek Spor Salonu, Istanbul Durata: 1h:24 - Spettatori: 1 172   | Fenerbahçe    | 3 - 0 | MKS           | 25-15, 25-20, 26-24               |
| 25 gennaio 2017 Palais des sports Krakowski, Fréjus Durata: 1h:55 - Spettatori: 956    | Saint-Raphaël | 1 - 3 | Azərreyl      | 16-25, 21-25, 25-18, 20-25        |
| 10 gennaio 2017 Palais des sports Krakowski, Fréjus Durata: 1h:55 - Spettatori: 1 302  | Saint-Raphaël | 1 - 3 | MKS           | 18-25, 15-25, 25-20, 22-25        |
| 23 febbraio 2017 A.Y.S. Sport Hall, Baku Durata: 1h:22 - Spettatori: 700               | Azərreyl      | 0 - 3 | Fenerbahçe    | 19-25, 16-25, 22-25               |
| 28 febbraio 2017 Burhan Felek Spor Salonu, Istanbul Durata: 1h:30 - Spettatori: 1 280  | Fenerbahçe    | 3 - 0 | Saint-Raphaël | 27-25, 25-22, 25-21               |
| 28 febbraio 2017 Hala Centrum, Dąbrowa Górnicza Durata: 2h:02 - Spettatori: 900        | MKS           | 2 - 3 | Azərreyl      | 24-26, 25-16, 22-25, 25-18, 10-15 |

##### Classifica
| Pos | Squadra       | Pt | G | V | P | SV | SP | Ratio  | PF  | PS  | Ratio |
| --- | ------------- | -- | - | - | - | -- | -- | ------ | --- | --- | ----- |
| 1.  | Fenerbahçe    | 18 | 6 | 6 | 0 | 18 | 1  | 18,000 | 475 | 368 | 1,290 |
| 2.  | Azərreyl      | 11 | 6 | 4 | 2 | 12 | 10 | 1,200  | 458 | 474 | 0,966 |
| 3.  | MKS           | 7  | 6 | 2 | 4 | 10 | 13 | 0,769  | 510 | 497 | 1,026 |
| 4.  | Saint-Raphaël | 0  | 6 | 0 | 6 | 2  | 18 | 0,111  | 386 | 490 | 0,787 |

#### Girone D

##### Risultati
| 14 dicembre 2016 VakıfBank Spor Sarayı, Istanbul Durata: 1h:38 - Spettatori: 1 100    | VakıfBank  | 3 - 1 | Uraločka   | 18-25, 25-20, 25-16, 25-13        |
| 14 dicembre 2016 Margon Arena, Dresda Durata: 1h:15 - Spettatori: 2 817               | Dresdner   | 0 - 3 | Eczacıbaşı | 17-25, 11-25, 21-25               |
| 10 gennaio 2017 Burhan Felek Spor Salonu, Istanbul Durata: 2h:15 - Spettatori: 1 420  | Eczacıbaşı | 2 - 3 | VakıfBank  | 21-25, 21-25, 25-21, 25-20, 10-15 |
| 10 gennaio 2017 DIVS Uralochka, Ekaterinburg Durata: 1h:34 - Spettatori: 3 400        | Uraločka   | 3 - 1 | Dresdner   | 16-25, 25-17, 25-20, 25-16        |
| 25 gennaio 2017 VakıfBank Spor Sarayı, Istanbul Durata: 1h:09 - Spettatori: 800       | VakıfBank  | 3 - 0 | Dresdner   | 25-12, 25-16, 25-11               |
| 24 gennaio 2017 DIVS Uralochka, Ekaterinburg Durata: 1h:16 - Spettatori: 3 500        | Uraločka   | 0 - 3 | Eczacıbaşı | 11-25, 24-26, 24-26               |
| 8 febbraio 2017 Burhan Felek Spor Salonu, Istanbul Durata: 1h:43 - Spettatori: 825    | Eczacıbaşı | 3 - 1 | Uraločka   | 25-16, 26-24, 25-27, 25-16        |
| 8 febbraio 2017 Margon Arena, Dresda Durata: 1h:08 - Spettatori: 3 000                | Dresdner   | 0 - 3 | VakıfBank  | 18-25, 11-25, 12-25               |
| 22 febbraio 2017 Margon Arena, Dresda Durata: 1h:45 - Spettatori: 2 900               | Dresdner   | 3 - 1 | Uraločka   | 25-22, 25-20, 20-25, 25-19        |
| 22 febbraio 2017 VakıfBank Spor Sarayı, Istanbul Durata: 1h:41 - Spettatori: 2 052    | VakıfBank  | 3 - 1 | Eczacıbaşı | 25-21, 25-14, 21-25, 25-15        |
| 28 febbraio 2017 Burhan Felek Spor Salonu, Istanbul Durata: 1h:49 - Spettatori: 1 000 | Eczacıbaşı | 3 - 1 | Dresdner   | 25-15, 19-25, 25-22, 25-18        |
| 28 febbraio 2017 DIVS Uralochka, Ekaterinburg Durata: 1h:47 - Spettatori: 2 850       | Uraločka   | 1 - 3 | VakıfBank  | 19-25, 27-25, 20-25, 18-25        |

##### Classifica
| Pos | Squadra    | Pt | G | V | P | SV | SP | Ratio | PF  | PS  | Ratio |
| --- | ---------- | -- | - | - | - | -- | -- | ----- | --- | --- | ----- |
| 1.  | VakıfBank  | 17 | 6 | 6 | 0 | 18 | 5  | 3,600 | 545 | 415 | 1,313 |
| 2.  | Eczacıbaşı | 13 | 6 | 4 | 2 | 15 | 8  | 1,875 | 524 | 473 | 1,107 |
| 3.  | Uraločka   | 3  | 6 | 1 | 5 | 7  | 16 | 0,437 | 477 | 544 | 0,876 |
| 4.  | Dresdner   | 3  | 6 | 1 | 5 | 5  | 16 | 0,312 | 382 | 496 | 0,770 |

### Play-off a 6

#### Andata
| 23 marzo 2017 Burhan Felek Spor Salonu, Istanbul Durata: 2h:07 - Spettatori: 3 586 | Eczacıbaşı    | 2 - 3 | Fenerbahçe   | 25-16, 22-25, 19-25, 25-21, 12-15 |
| 23 marzo 2017 Saalsporthalle, Zurigo Durata: 1h:41 - Spettatori: 2 300             | Volero Zurigo | 1 - 3 | VakıfBank    | 25-15, 20-25, 17-25, 21-25        |
| 22 marzo 2017 PalaPanini, Modena Durata: 1h:08 - Spettatori: 2 350                 | River         | 0 - 3 | Dinamo Mosca | 22-25, 13-25, 13-25               |

#### Ritorno
| 4 aprile 2017 Burhan Felek Spor Salonu, Istanbul Durata: 2h:09 - Spettatori: 2 600 | Fenerbahçe   | 1 - 3 | Eczacıbaşı    | 31-29, 14-25, 25-27, 23-25 |
| 5 aprile 2017 VakıfBank Spor Sarayı, Istanbul Durata: 1h:48 - Spettatori: 2 000    | VakıfBank    | 3 - 1 | Volero Zurigo | 22-25, 25-21, 25-16, 25-22 |
| 5 aprile 2017 Druzhba Multipurpose Arena, Mosca Durata: 1h:15 - Spettatori: 1 700  | Dinamo Mosca | 3 - 0 | River         | 25-20, 25-19, 25-21        |

#### Squadre qualificate
- Imoco[6]
- Dinamo Mosca
- Eczacıbaşı
- VakıfBank

### Final Four
|  | Semifinali   | Semifinali |                 |       | Finale       | Finale |
|  |              |            |                 |       |              |        |
|  | Dinamo Mosca | 1          |                 |       |              |        |
|  | Dinamo Mosca | 1          |                 |       |              |        |
|  | Imoco        | 3          |                 |       |              |        |
|  | Imoco        | 3          |                 | Imoco | 0            |        |
|  |              |            |                 | Imoco | 0            |        |
|  |              |            |                 |       | VakıfBank    | 3      |
|  | VakıfBank    | 3          |                 |       | VakıfBank    | 3      |
|  | VakıfBank    | 3          |                 |       |              |        |
|  | Eczacıbaşı   | 0          |                 |       |              |        |
|  | Eczacıbaşı   | 0          | Finale 3° posto |       |              |        |
|  |              |            |                 |       |              |        |
|  |              |            |                 |       | Dinamo Mosca | 1      |
|  |              |            |                 |       | Dinamo Mosca | 1      |
|  |              |            |                 |       | Eczacıbaşı   | 3      |

#### Semifinali
| 22 aprile 2017 PalaVerde, Villorba Durata: 1h:56 - Spettatori: 3 830 | Dinamo Mosca | 1 - 3 | Imoco      | 18-25, 15-25, 25-15, 25-27 |
| 22 aprile 2017 PalaVerde, Villorba Durata: 1h:30 - Spettatori: 3 380 | VakıfBank    | 3 - 0 | Eczacıbaşı | 25-20, 26-24, 25-22        |

#### Finale 3º posto
| 23 aprile 2017 PalaVerde, Villorba Durata: 1h:54 - Spettatori: 2 800 | Dinamo Mosca | 1 - 3 | Eczacıbaşı | 19-25, 25-19, 23-25, 22-25 |

#### Finale
| 23 aprile 2017 PalaVerde, Villorba Durata: 1h:24 - Spettatori: 4 831 | Imoco | 0 - 3 | VakıfBank | 19-25, 13-25, 23-25 |

## Premi individuali
| Premio                 | Nome              | Squadra    |
| ---------------------- | ----------------- | ---------- |
| MVP                    | Zhu Ting          | VakıfBank  |
| Miglior palleggiatrice | Naz Aydemir       | VakıfBank  |
| Miglior opposto        | Lonneke Slöetjes  | VakıfBank  |
| Miglior schiacciatrice | Kelsey Robinson   | Imoco      |
| Miglior schiacciatrice | Kimberly Hill     | VakıfBank  |
| Miglior centrale       | Milena Rašić      | VakıfBank  |
| Miglior centrale       | Rachael Adams     | Eczacıbaşı |
| Miglior libero         | Monica De Gennaro | Imoco      |